# Aftonringningen
Aftonringningen (franska: L'Angélus) är en oljemålning av den franske konstnären Jean-François Millet från 1857–1859. Den ingår i Musée d'Orsays samlingar i Paris.

## Motiv
Målningen visar två lantarbetare i Barbizon som har gjort en paus i sina sysslor för att under stilla bön lyssna till Angelusringningen i Chailly-en-Bières kyrka som framskymtar i bakgrunden. Mellan förgrundsgestalterna finns en korg med potatis som visar att det är skördetid. Kvällshimlen färgar bakgrunden i ett rödaktigt dis. 

## Bakgrund
Millet flyttade 1849 till Barbizon, en by i Fontainebleauskogen utanför Paris. Där ingick han i konstnärsgruppen Barbizonskolan som ägnade sig åt friluftsmåleri och nedtonade realistiska landskapsmålningar i motsats till Düsseldorfskolans dramatiska landskap. Hans syn på bönderna som en del av naturen var inte fri från romantiska föreställningar, men framför allt blev Millet en pionjär för 1800-talets realism.
Millet var själv bondson och skildrade med värdighet och tungt allvar lantbefolkningens strävsamma liv. Hans målningar har ibland uppfattats som sentimentala. På sin tid ansågs de dock vara radikala för sin socialrealism. Inte sällan ifrågasattes Millet för sina "fula" motiv eller för att ha en socialistisk agenda. Med tiden fick det kristna budskapet och den fromhet de två lantarbetarna uttrycker allt större uppmärksamhet. Detta ledde till att målningen spriddes över hela västvärlden genom otaliga reproduktioner. Millet själv var dock inte särskilt kyrklig och uttryckte att tavlan framför allt var nostalgisk och återgav ett barndomsminne. När hans familj arbetade på åkrarna gjorde de alltid en paus när kyrkklockarna slog.

## Proveniens
Millet sålde tavlan 1860 för 2 500 franc, ett pris långt under det han hade hoppats få. Målningen bytte därefter ägare många gånger, reste fram och tillbaka över Atlanten, och för varje försäljning steg priset kraftigt. År 1890 köpte fransmannen Alfred Chauchard målningen för 800 000 franc för att 1909 donera den till franska staten. Aftonringningen är sedan 1986 utställd på Musée d'Orsay i Paris.

## Salvador Dalí
Salvador Dalí influerades stort av Aftonringningen och målade flera egna versioner av tavlan, bland annat Ángelus arquitectónico de Millet (1933, utställd på Museo Reina Sofía), Atavismen des Zwielichts (1933, utställd på Kunstmuseum Bern), Reminiscencia arqueológica del Angelus de Millet (1935, utställd på Salvador Dalí Museum) och La Gare de Perpignan (1965, utställd på Museum Ludwig).